# Ikona (powieść)
Ikona (ang. Icon) – powieść sensacyjna brytyjskiego pisarza Fredericka Forsytha z 1996 roku.
Akcja książki rozgrywa się w lecie 1999 roku w czasie wyborów prezydenckich w Rosji. Główny bohater, Jason Monk, były agent CIA, próbuje nie dopuścić do zwycięstwa faworyta wyborów, Igora Komarowa, szefa nacjonalistycznej partii Sojusz Patriotyczny, gdyż w ręce zachodnich służb wywiadowczych wpadł tzw. „Czarny Manifest”, tajny program polityczny Komarowa przewidujący przekształcenie Rosji w państwo totalitarne. Jednym z bohaterów powieści jest postać rzeczywista, Aldrich Ames, analityk CIA aresztowany w 1994 roku za szpiegostwo na rzecz ZSRR i Rosji. 
Ikona znalazła się na liście bestsellerów „New York Timesa”, a w 2005 roku na jej podstawie nakręcono film „Icon” w reżyserii Charlesa Martina Smitha z Patrickiem Swayzem w roli głównej.  

## Polskie przekłady książki
- Frederick Forsyth, Ikona, Andrzej Leszczyński (tłum.), Warszawa: Amber, 1996, OCLC 803507168. Brak numerów stron w książce
- Frederick Forsyth, Ikona, Tomasz Wyżyński (tłum.), Warszawa: Albatros, 2013, ISBN 978-83-7885-600-9, OCLC 860566152. Brak numerów stron w książce